# 小頭油鰈
小頭油鰈為輻鰭魚綱鰈形目鰈亞目鰈科的其中一種，為溫帶海水魚，分布於東北大西洋法國比斯開灣至冰島、白海海域，棲息深度10-200公尺，小的頭部與嘴，身體是橢圓形，皮膚被有大理石花紋而且平滑，體長可達65公分，棲息在岩石底層水域，以底棲性無脊椎動物為食，生活習性不明，可做為食用魚及觀賞魚。